# Кедровый (Усть-Илимский район)
Кедровый — упразднённый в 2024 году посёлок в Усть-Илимском районе Иркутской области России. Входил на год упразднения в состав Тубинского муниципального образования.

## География
Посёлок находился по берегу Винокурного и Сухореченского заливов Усть-Илимского водохранилища, в 92 км от Железнодорожного.

## История
Упразднён Законом Иркутской области от 6 марта 2024 года N 18-ОЗ.

## Население
| 2002 | 2010 | 2011 | 2012 |
| ---- | ---- | ---- | ---- |
| 200  | ↘114 | ↘113 | ↘107 |